# Suspensorium (anatomia)
Suspensorium (łac. suspensorium hypopharyngeale, fultura hypopharyngealis) – element narządów gębowych niektórych stawonogów, stanowiący również część szkieletu wewnętrznego głowy.

## Sześcionogi
U sześcionogów suspensoria stanowią parę sklerytów lub parę grup sklerytów po bokach przygębowej (adoralnej) części podgębia. W najprostszym przypadku suspensorium ma postać płytki o odsiebnym końcu połączonym stawowo z płytką lub poprzeczką w bocznej ścianie podgębia, a końcu dosiebnym zakończonym na ścianie jelita przedniego w bocznym kąciku otworu gębowego. U różnych owadów suspensoria mogą ulegać jednak rozmaitym modyfikacjom, a nawet wtórnie zanikać. Często wytwarzają gałęzie żuwaczkowe, dochodzące do apodem żuwaczki. U prymitywniejszych owadów uskrzydlonych ze środka suspensorium wychodzić może ramię loralne, bocznie skierowane ku lorum.
Główną funkcją suspensoriów jest służenie za punkty przyczepu mięśni podgębia. Zaczepiają się na nich takie mięśnie jak musculus frontooralis, musculus tentoriooralis, musculus craniohypopharyngealis, musculus tentoriosuspensorialis, musculus postmentoloralis, musculus oralis transversalis, musculus loroloralis, musculus lorosalivarialis czy musculus hypopharyngosalivaris.

## Pareczniki
U pareczników suspensoria osiągają duże rozmiary, podczas gdy samo podgębie jest niewielkim płatkiem, położonym za otworem gębowym. Rozszerzają się one na boki i łączą z brzusznymi krawędziami puszki głowowej, w punktach położonych przed nasadami żuwaczek. Każde wypuszcza także ku tyłowi wyrostek apodemalny, który wnika w jamę głowy, przechodząc po bokach od jelita przedniego. Niewykluczone, że wyrostki te, zwane też apofizami podgębia, odpowiadają przednim ramionom tentorialnym owadów.